# 文岳駅
文岳駅（ムナクえき）は朝鮮民主主義人民共和国慈江道満浦市に位置する朝鮮民主主義人民共和国鉄道省北部内陸線およびアンゴル線の駅である。